# Be the One (EP)
Be the One es un EP de la cantante albano-británica Dua Lipa, editado en 2016.

## Lista de canciones
| N.º | Título                            | Duración |  |
| 1.  | «Be the One»                      | 3:23     |  |
| 2.  | «New Love»                        | 3:59     |  |
| 3.  | «Last Dance»                      | 3:49     |  |
| 4.  | «Be the One (With You Remix)»     | 5:45     |  |
| 5.  | «Be the One (Max + Johann Remix)» | 4:06     |  |
| 6.  | «Be the One (Music Video)»        | 3:25     |  |
| 7.  | «Last Dance (Music Video)»        | 3:48     |  |